# Anarquismo e esperanto

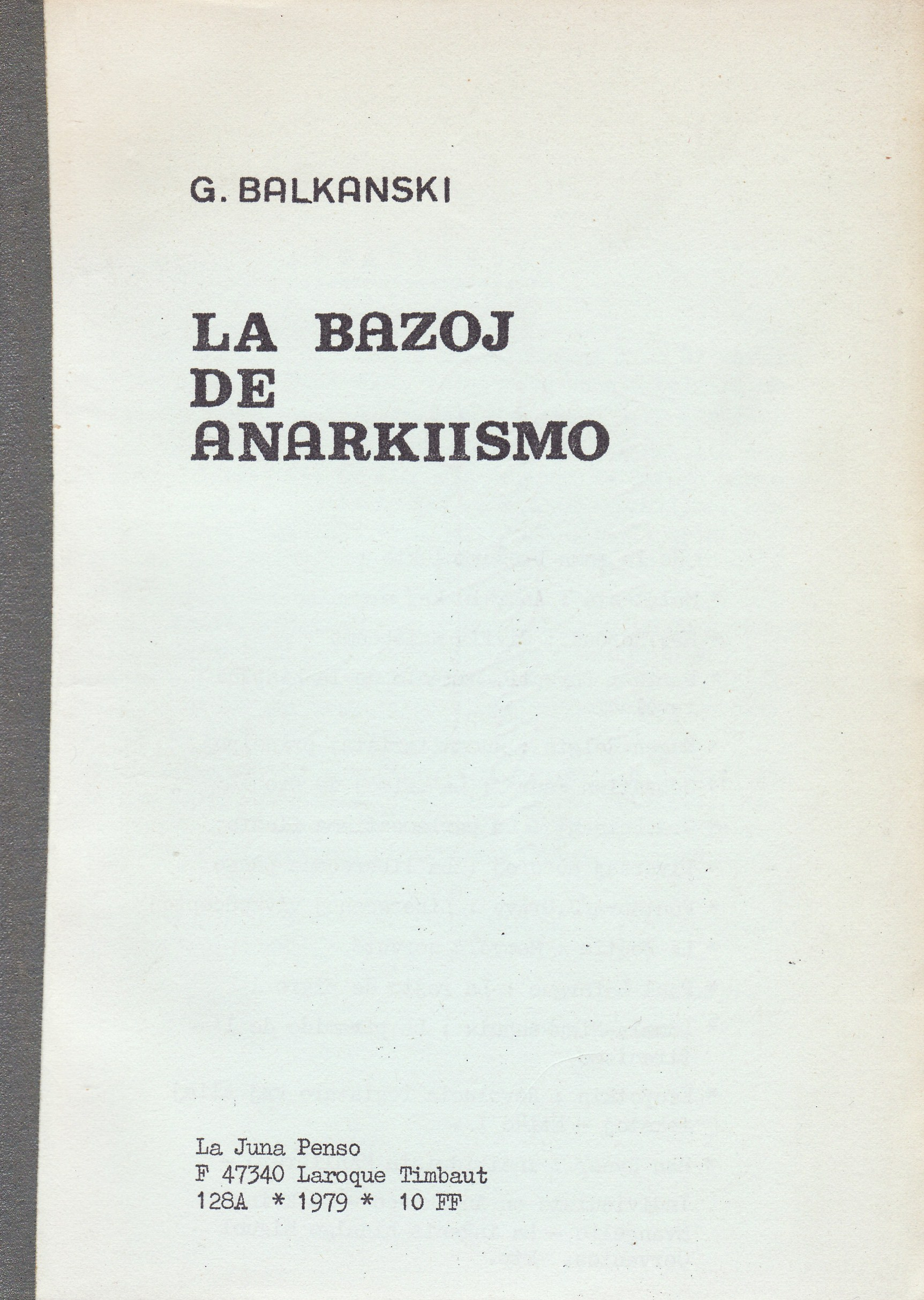
Panfleto sobre o anarquismo em esperanto

Anarquismo e Esperanto são historicamente associados em razão de seu ideal comum de justiça social e igualdade. Durante o período inicial do movimento esperantista, os anarquistas foram entusiastas e publicaram frequentemente na língua, os dois movimentos têm muitas histórias em comum.

## História
Os anarquistas estavam entre os primeiros à propagar o Esperanto. Em 1905, o primeiro grupo Esperantista anarquista foi formado. Muitos outros seguiram: na Bulgária, China e outros países. Os anarquistas e anarcossindicalistas, que antes da primeira guerra mundial formavam a maior seção entre os esperantistas proletários, fundaram Paco-Libereco, uma liga internacional que publicava o jornal Internacia Socia Revuo (Revista da Sociedade Internacional). Paco-Libereco se fundiu com outra associação progressista, Esperantista Laboristaro (Trabalhadores Esperantistas). A nova organização se chamava Liberiga Stelo (Estrela Libertadora). Publicou, até 1914, muitas peças de literatura revolucionária em esperanto, algumas relacionadas ao anarquismo. Dessa maneira se desenvolveu uma correspondência dinâmica entre anarquistas em diferentes países, por exemplo, entre anarquistas europeus e japoneses. Em 1907, a convenção anarquista internacional em Amsterdão publicou uma resolução sobre as linguagens internacionais, e durante os anos seguintes outras resoluções similares ocorreram. Esperantistas que participaram da convenção se ocupavam principalmente das relações internacionais entre anarquistas.
Em março de 1925, o grupo de berlinense de anarco-sindicalistas esperantistas em Amsterdão saudou a segunda conferência da Associação Internacional de Trabalhadores (AIT). Falaram sobre como o Esperanto entre os membros da seção alemã da AIT, FAUD, "já havia tomado raiz ao nível de que agora fundava uma organização mundial de esperantistas sobre o fundamento da liberdade-versus-autoridade". Isto é, uma alusão à Liga Mundial de Esperantistas sem Estado - Tutmonda Ligo de Esperantistaj Senŝtatanoj, que foi fundada em 1920, em razão do domínio leninista da Associação Anacional Mundial (Sennacieca Asocio Tutmonda).
A maior força do movimento esperantista proletário estava na Alemanha e União Soviética. Os anarquistas fundaram a Biblioteca Anarquista de Ciências em Linguagens Internacionais no Território Livre da Ucrânia. O grupo publicou o livro Etiko por Kropotkin, Anarkiismo por Alexei Borovoi e outras obras para a leitura internacional do esperanto. Esperantistas anarquistas concentraram seus trabalhos na época nas regiões do Leste Asiático, China, e Japão. Nesses países, o esperanto logo se tornou popular entre os anarquistas. Publicaram diversos jornais, frequentemente em duas linguagens. Por exemplo, a partir de 1913, Liu Shifu, que escrevia sob o nome de Sifo, publicou o jornal La Voĉo de l'Popolo. Esse era o primeiro jornal anarquista da China. Liu Shifu morreu em 1915. Também existiam vários anarquistas e socialistas entre os primeiros esperantistas japoneses. Foram por vezes assassinados e perseguidos. Por exemplo, em 1931, o jornal La Anarkiisto foi descontinuado porque seu editorial inteiro foi mandado para a cadeia. Os esperantistas anarquistas sofreram perdas significantes durante a perseguição de esperantistas soviéticos em 1937. Muitos anarquistas esperantistas foram assassinados ou mandados para os campos de trabalho.
O esperanto cumpriu um papel menor nas Brigadas Internacionais durante a Guerra Civil Espanhola. De 1936 à 1939, a Liga Ibérica de Esperantistas Anarquistas publicou um jornal semanal da Confederação Nacional do Trabalho (CNT). A rádio da CNT também emitiu programas em esperanto.
Depois da segunda guerra mundial. o grupo de Paris foi o primeiro à retomar o sindicalismo. Publicaram a partir de 1946 o jornal Senŝtatano (pessoa sem um país). Existia também um grupo anarquista ativo em Paris no anos seguintes. Em 1981, a Radio Esperanto foi fundada, e ainda hoje é transmitida durante uma hora na frequência da Radio Libertaire da Federação Anarquista na França. A maioria do liberacionistas e anarquistas estavam organizados na Associação Anacional Mundial nos anos seguintes. Em 1969, iniciaram a publicação do Liberecana Bulteno, que é chamado hoje em dia de Liberecana Ligilo.